# Флотт, Гастон де
Этьенн Гастон де Флотт (фр. Gaston-Étienne de Flotte; 26 февраля 1805, Сен-Жан-дю-Дерер (Марсель) — 23 августа 1882, там же) — французский писатель и поэт, эссеист, барон.
Происходил из знатной семьи, был личным секретарём своего дяди Франсуа Этьенна Лантье, который привил ему интерес к литературе и чью биографию он затем написал. Принадлежал к кружку марсельских литераторов — был другом Бартелеми, Мери, Отрана; был сторонником католицизма и легитимизма, а также роялистом. Сотрудничал в газетах Mode, Souvenir, Gazette du Midi, Revue de Paris и других изданиях.
Главные произведения: «Dante exilé», поэма; «Souvenirs», стихотворения (Марсель, 1833); «Essai sur l’état de la littérature à Marseille depuis le XVII-e siècle jusqu’a nos jours» (1836); «Jésus Christ», поэма; «Souvenirs», стихотворения (1841); «Vendée», поэма (1845); «Les sectes protestantes» (антипротестантское сочинение; Париж, 1856); «Revues parisiennes» (1860); «Souvenirs, études et mélanges» (1865), «le Centaire de Voltaier» (1870).